# セバスティアン・ロッコ
セバスティアン・ロッコ（Sebastián Alejandro Rocco Melgarejo, 1983年6月26日 - ）は、チリ・バルパライソ州出身の元サッカー選手。チリ代表であった。現役時代のポジションはディフェンダー。